# 白條鋸鱗鰕虎
白條鋸鱗鰕虎（学名：Priolepis latifascima），又名側帶鋸鱗鰕虎魚，为鰕虎科鋸鱗鰕虎魚屬下的一个种。